# Mickey Barker
Allan Michael "Mickey" Barker (sinh ngày 23 tháng 2 năm 1956) là một cựu cầu thủ bóng đá người Anh.
Là một hậu vệ, ông thi đấu cho Newcastle United, Hartlepool United và Gillingham từ năm 1973 đến năm 1984.